# Смит, Бастер
Генри «Бастер» Смит (англ. Henry «Buster» Smith, также известный как «Профессор Смит»; 1904—1991) — американский чернокожий альт-саксофонист, наставник Чарли Паркера.

## Биография

### Ранние годы
Смит родился и вырос в небольшом городке Альсфдорф (Техас). Ребёнка назвали Генри в честь отца матери. Генри был старшим из 5-и братьев. Семья будущего музыканта занималась сбором хлопка. Отец играл на гитаре, а мать — на пианино. В 20-е годы семья перебралась в Даллас.
Смит рассказывал, что заинтересовался музыкой в возрасте 4-5 лет. «Блюз был повсюду, набирал обороты… я слышал также песни рабочих, церковные гимны», — вспоминал музыкант. В интервью он рассказывал, что у семьи был старый орган, на котором Генри пробовал играть со своим братом Бостоном. Дед музыканта придерживался строгих религиозных взглядов, он считал, что музыка не доведёт ребёнка до добра, и семье пришлось избавиться от органа. «С тех пор я не подходил к другому инструменту до 18-и лет», — вспоминал музыкант.

### Джаз
Смит играл в разных ансамблях в Техасе, а затем присоединился к бэнду «Walter Page’s territory» в Оклахоме в 1925 году. В середине 20-х в ансамбле выступали многие музыканты, которые затем играли с Бенни Мотеном, в том числе Каунт Бейси и Хот Липс Пэйдж (Page Hot Lips).
В 1931 году Смит возглавил этот ансамбль, переименовав его в «13 Original Blue Devils»
В 30-е годы XX века Смит играл в биг-бэнде «Texas Sax Sound» с Каунтом Бейси и Лестером Янгом вёл партию саксофона для выступлений Дюка Эллингтона, Эллы Фицджеральд и Эрла Хайнса.
По словам музыканта прозвище «Профессор» он получил от коллег-музыкантов потому, что писал музыку.
В 1959 году Гюнтер Шуллер (Gunther Schuller) уговорил Смита записать его единственный альбом The Legendary Buster Smith. Ансамбль включал брата музыканта Джозеа Смита (Josea Smith) на фортепиано и Леруа Купера (Leroy Cooper) на баритон-саксофоне. В альбом вошли композиции «Buster’s Tune», «E Flat Boogie», «King Alcohol», «Kansas City Riffs», «Late,Late», а также «September Song».
Карьеру саксофониста прервал трагический случай, автокатастрофа, после которой Смит больше не смог играть на саксофоне из-за проблем с зубами.
Музыкант продолжил карьеру в музыке в качестве бас-гитариста.
До 1980 года музыкант руководил собственным бэндом в Далласе. Умер 10 августа 1991 года от сердечного приступа.